# Асма Абдалла
Асма Мухаммад Абдалла (араб. أسماء محمد عبد الله, рід. 1946, Хартум) — суданська дипломатка і політична діячка. У минулому — міністерка закордонних справ Судану (2019—2020). Перша жінка на чолі Міністерства закордонних справ Судану і третя жінка на цій посаді в історії арабських країн (після Наха Мінт Мукнасс у 2009 році й Фатма Валь Мінт Суейна у 2015 році в Мавританії).

## Життєпис
Асма Абдалла народилася в 1946 році в Хартумі, Судан.
У 1971 році закінчила Хартумський університет за фахом економіка і політологія.
Після закінчення університету стала однією з трьох перших жінок, які приєдналися до міністерства закордонних справ Судану як дипломатки. Працювала дипломаткою в кількох закордонних місіях Судану, зокрема в Організації Об'єднаних Націй (ООН), в Марокко і Стокгольмі. У 1991 році звільнена адміністрацією аль-Башира, який захопив владу двома роками раніше в результаті державного перевороту, відповідно до Закону про звільнення в громадських інтересах. 
Після звільнення припинила всю політичну діяльність, працювала в регіональних організаціях, включаючи Лігу арабських держав. У 2009 році створила бюро перекладів. 
У 2019 аль-Башир був повалений в результаті військового перевороту після кількох місяців протестів. 8 вересня 2019 року Асма Абдалла одержала портфель міністерки закордонних справ Судану в перехідному уряді Абдалли Гамдока, сформованому після політичної угоди між Перехідною військовою радою Судану (TMC) і опозиційними «Силами за свободу і зміни» (FFC) і вступу в силу конституційної декларації для переходу до демократії. Стала першою жінкою, яка очолила Міністерство закордонних справ Судану.
9 липня 2020 року Асма Абдалла відправлена у відставку прем'єр-міністром Судану в рамках перестановок в уряді, спрямованих на прискорення переходу до демократії, на тлі вуличних протестів, що вимагали швидших і всеосяжних реформ. Тимчасовим виконувачем обов'язків міністра закордонних справ був призначений державний міністр в Міністерстві закордонних справ Судану із зовнішньополітичних питань Камаль Ісмаїл.
У відповідь на переслідування з боку уряду Аль-Башира Асма Абдала прийняла рішення жити в еміграції в Марокко. Проживаючи в Марокко, вона працювала консультанткою в міжнародних організаціях, включаючи Ісламську організацію освіти, науки та культури (ISESCO). 
Асма Абдалла призначена міністеркою закордонних справ у вересні 2019 року в якості почесної посади й з метою поліпшення представництва жінок в кабінеті міністрів.

## Особисте життя
Одружена. Має доньку.